# 6세대 비디오 게임기
비디오 게임의 역사에서 , 6세대 (혹은 128비트 시대, 아래 비트 및 시스템 성능 참조)는 1998년부터 2005년까지 비디오 게임의 역사가 21세기로 전환된 시기의 컴퓨터 및 비디오 게임, 비디오 게임 콘솔, 그리고 휴대용 콘솔 게임을 말한다. 이 시기에 발매된 플랫폼으로 세가의 드림캐스트, 소니의 플레이스테이션 2, 닌텐도의 게임큐브, 마이크로소프트의 엑스박스이다. 이 6세대는 1998년 11월 27일 드림캐스트가 발매됨으로써 시작되었고, 추후 2000년 3월 플레이스테이션 2와 2001년 엑스박스가 이어서 참여하였다. 드림캐스트 지원은 2001년을 마지막으로 종료되었고, 2009년에는 엑스박스가 2013년에는 플레이스테이션 2가 종료되었다. 다음 7세대 비디오 게임은 엑스박스 360이 2005년 11월에 발매되면서 시작되었다.
이 시기의 콘솔 기기의 비트 등급은 128비트 그래픽이 사용된다고 홍보한 드림캐스트와 플레이스테이션 2를 제외하면 대부분 하락하였다. 수 년간 하드웨어 마케터에 의해 CPU 워드 크기가 언급되며 기기 성능이 홍보되었으나 실제론 일정 수준에 도달하면 프로세서 클럭 속도나 대역폭 및 메모리 크기와 같은 다양한 요소에 따라 성능이 달라지기 때문에 32 혹은 64비트를 넘겨 단어 크기를 늘려 성능 면에서 얻을 수 있는 것은 거의 없었다.
드림캐스트 게임이 공식적으로 마지막으로 발매가 된 것은 유럽 및 북미 기준으로 2002년, 일본 기준으로 2007년이고, 게임큐브의 마지막 게임은 일본 기준 2006년이며 북미 및 유럽 기준 2007년이고 엑스박스는 일본 기준 2007년, 유럽 및 북미는 2008년이였다. 플레이스테이션 2에선 위닝 일레븐 2014였다.